# Adjud
Adjud (in ungherese Egyedhalma) è un municipio della Romania di 18 505 abitanti, ubicato nel distretto di Vrancea, nella regione storica della Moldavia. 
Fanno parte dell'area amministrativa anche le località di Adjudu Vechi, Burcioaia e Șișcani.